# Эль-альтский сапотекский язык
Эль-альтский сапотекский язык (El Alto Zapotec, South Central Zimatlan Zapotec, Zapoteco de San Pedro el Alto) — сапотекский язык, на котором говорят в городах Сан-Андрес-эль-Альто, Сан-Антонио-эль-Альто, Сан-Педро-эль-Альто западной части штата Оахака в Мексике.